# Myopias gigas
Myopias gigas é uma espécie de formiga do gênero Myopias, pertencente à subfamília Ponerinae.